# فهرست نویسندگان آلمانی‌زبان
فهرست نویسندگان آلمانی‌زبان

## آ
- توماس آپت (۱۷۳۸–۱۷۶۶)
- یوهان کریستف آدلونگ (۱۷۳۲–۱۸۰۶)
- کنراد آدناور (۱۸۷۶–۱۹۶۷)
- ژان آرپ (۱۸۸۷–۱۹۶۶)
- هانا آرنت
- ارنست موریتس آرندت (۱۷۶۹–۱۸۶۰)
- بتینا فون آرنیم (۱۷۸۵–۱۸۵۹)
- لودویگ آخیم فن آرنیم (۱۷۸۱–۱۸۳۱)
- پتر آلتنبرگ (۱۸۵۹–۱۹۱۹)
- لودویگ آنتسنگروبر (۱۸۳۹–۱۸۸۹)
- آنجلوس سیلسیوس، در اصل Johann Scheffler (۱۶۲۴–۱۶۷۷)
- آلفرد آندرش (۱۹۱۴–۱۹۸۰)
- لو آندره آس سالومه (۱۸۶۱–۱۹۳۷)
- گونتر آیش (۱۹۰۷–۱۹۷۲)
- یوزف فرایهر فن آیشندرف (۱۷۸۸–۱۸۵۷)
- ایلزه آیشینگر (۲۰۱۶_ ۱۹۲۱)

## الف
- مارتین اپیتس (۱۵۹۷–۱۶۳۹)
- مانس اشپربر (۱۹۰۵–۱۹۸۴)
- کارل اشپیتلر (۱۸۴۵–۱۹۲۴)
- یوهانا اشپیری (۱۸۲۷–۱۹۰۱)
- ماکس اشتیرنر (۱۸۰۶–۱۸۵۶)
- تئودور اشتورم (۱۸۱۷–۱۸۸۸)
- آدالبرت شتیفتر (۱۸۰۵–۱۸۶۸)
- ماری فن ابنر-اشنباخ (۱۸۳۰–۱۹۱۶)
- آوگوست ویلهلم فن اشلگل (۱۷۶۷–۱۸۴۵)
- کارل ویلهلم فریدریش اشلگل (۱۷۷۲–۱۸۲۹)
- دیتریش اکارت (۱۸۶۸–۱۹۲۳)
- یوهان پتر اکرمان (۱۷۹۲–۱۸۵۴)
- مایستر اکهارت (ح. ۱۲۶۰ – ح. ۱۳۲۸)
- هانس ماگنوس انتسنبرگر (زاده ۱۹۲۹)
- میشائل انده (۱۹۲۹–۱۹۹۵)
- فریدریش انگلس
- کارل فون اوسیتزکی (۱۸۸۹–۱۹۳۸)
- لودویگ اولاند (۱۷۸۷–۱۸۶۲)

## ب
- اینگه‌بورگ باخمان (۱۹۲۶–۱۹۷۳)
- یوهان برنهارد بازدف (۱۷۲۳–۱۷۹۰)
- هوگو بال (۱۸۸۶–۱۹۲۷)
- ویکی باوم (۱۸۸۸–۱۹۶۰)
- یوهان یاکوب بدمر (۱۶۹۸–۱۷۸۳)
- زباستیان برانت (۱۴۵۷–۱۵۲۱)
- ویلی برانت (۱۹۱۳–۱۹۹۲)
- برتولت برشت (۱۸۹۸–۱۹۵۶)
- کلمنس برنتانو (۱۷۷۸–۱۸۴۲)
- لودویگ برنه (۱۷۸۶–۱۸۳۷)
- توماس برنهارد (۱۹۳۱–۱۹۸۹)
- هرمان بروخ (۱۸۸۶–۱۹۵۱)
- یوهانس بشر (۱۸۹۱–۱۹۵۸)
- هاینریش بل (۱۹۱۷–۱۹۸۵)
- گوتفرید بن (۱۸۸۶–۱۹۵۶)
- والتر بنیامین (۱۸۹۲–۱۹۴۰)
- ولفگانگ بورشرت (۱۹۲۱–۱۹۴۷)
- گوتفرید آوگوست بورگر (۱۷۴۷–۱۷۹۴)
- گئورگ بوشنر (۱۸۱۳–۱۸۳۷)
- چارلز بوکوفسکی
- یاکوب بوهمه (۱۵۷۵–۱۶۲۴)
- پتر بیکسل (زاده ۱۹۳۵)

## پ
فرانتس فون پاپن (۱۸۷۹–۱۹۶۹)
- لئو پروتس (۱۸۸۲–۱۹۵۷)
- جولیوس ریچارد پتری (۱۸۶۸–۱۸۹۴)
- اوتفرید پروسلر (۱۹۲۳–۲۰۱۳)
- یوهان هانریش پستالوزی (۱۷۴۶–۱۸۲۷)
- ژان پل، در اصل Johann Paul Friedrich Richter (1763–1825)

## ت
- جورج تابوری (۱۹۱۴–۲۰۰۷)
- یوهانس تاولر (ح. ۱۳۰۰–۱۳۶۱)
- گئورگ تراکل (۱۸۸۷–۱۹۱۴)
- ب. تراون (۱۸۸۲–۱۹۶۹)
- تسه. و. تسرام، در اصل Kurt W. Marek (۱۹۱۵–۱۹۷۲)
- کنراد تسلتس (۱۴۵۹–۱۵۰۸)
- کارل تسوکمایر (۱۸۹۶–۱۹۷۷)
- آرنولد تسوایگ (۱۸۸۷–۱۹۶۸)
- اشتفان تسوایگ (۱۸۸۱–۱۹۴۲)
- نیکلاوس تسینتسندرف (۱۷۰۰–۱۷۶۰)
- کورت توخولسکی (۱۸۹۰–۱۹۳۵)
- ارنست تولر (۱۸۹۳–۱۹۳۹)
- لودویگ تیک (۱۷۷۳–۱۸۵۳)
- اووه تیم (زاده ۱۹۴۰)

## د
- آنت فن درسته-هولسهوف (۱۷۹۷–۱۸۴۸)
- اریش فون دنیکن (زاده ۱۹۳۵)
- آلفرد دوبلین (۱۸۷۸–۱۹۵۷)
- هایمیتو فن دودرر (۱۸۹۶–۱۹۶۶)
- فریدریش دورنمات (۱۹۲۱–۱۹۹۰)
- هانس دومینیک (۱۸۷۲–۱۹۴۵)
- آرتور دینتر (۱۸۷۶–۱۹۴۸)

## ر
- ویلهلم رابه (۱۸۳۱–۱۹۱۰)
- مارسل رایش-رانیسکی (۲۰۱۳_ ۱۹۲۰)
- یوزف رت (۱۸۹۴–۱۹۳۹)
- اریش ماریا رمارک، در اصل Erich Paul Remark (۱۸۹۸–۱۹۷۰)
- لوتار رندولیک (۱۸۹۷–۱۹۷۱)
- یوهان ریشلین (۱۴۵۵–۱۵۲۲)
- هانس پیتر ریکتر (۱۹۲۶–۱۹۹۳)
- راینر ماریا ریلکه (۱۸۷۵–۱۹۲۶)
- فریدریش روکرت (۱۷۸۸–۱۸۶۶)

## ز
- لئوپولد فون زاخر-مازوخ (۱۸۳۶–۱۸۹۵)
- هانس زاکس (۱۴۹۴–۱۵۷۶)
- نلی زاکس (۱۸۹۱–۱۹۷۰)
- فلیکس زالتن، در اصل Siegmund Salzmann (۱۸۶۹–۱۹۴۵)
- میشائیل اشمیت زالومون (زاده ۱۹۶۷)
- آنا زگرس، در اصل Netty Radvanyi (۱۹۰۰–۱۹۸۳)
- فرانتس زلته (۱۸۸۲–۱۹۴۷)
- پاتریک زوسکیند (زاده ۱۹۴۹)
- یوهانس ماریو زیمل (۲۰۰۹_ ۱۹۲۴)
- کورت زیودماک (۱۹۰۲–۲۰۰۰)

## س
- هلکه ساندر
- پل سلان، در اصل Paul Antschel (۱۹۲۰–۱۹۷۰)
- برتا سوتنر (۱۸۴۳–۱۹۱۴)
- کارمن سیلوا، در اصل Elisabeth Queen of Romania (۱۸۴۳–۱۹۱۶)

## ش
- رفیق شامی (زاده ۱۹۴۶)
- آدلبرت فن شامیسو (۱۷۸۱–۱۸۳۸)
- یوهان شاین (۱۵۸۶–۱۶۳۰)
- برنهارد شلینک (زاده ۱۹۴۴)
- آرتور شنیتسلر (۱۸۶۲–۱۹۳۱)
- آلیس شوارتسر (زاده ۱۹۴۲)
- کورت شویترس (۱۸۸۷–۱۹۴۸)
- بالدور فن شیراخ (۱۹۰۷–۱۹۷۴)
- امانوئل شیکاندر (۱۷۵۱–۱۸۱۲)
- فریدریش شیلر (۱۷۵۹–۱۸۰۵)

## ف
- راینر ورنر فاسبیندر (۱۹۴۵–۱۹۸۲)
- هانس فالادا، در اصل Rudolf Ditzen (۱۸۹۳–۱۹۴۷)
- گوستاو تئودور فخنر، pseudonym Dr. Mises (۱۸۰۱–۱۸۸۷)
- یولیا فرانک (زاده ۱۹۷۰)
- گوستاو فرایتاگ (۱۸۱۶–۱۸۹۵)
- آلفرد فرید (۱۸۶۴–۱۹۲۱)
- اریش فرید (۱۹۲۱–۱۹۸۸)
- ماکس فریش (۱۹۱۱–۱۹۹۱)
- فریدریش د لا مت فوکه (۱۷۷۷–۱۸۴۳)
- وولفرام فون اشنباخ (۱۱۷۰–۱۲۲۰)
- تئودور فونتانه (۱۸۱۹–۱۸۹۸)
- فردریش تئودور فیشر (۱۸۰۷–۱۸۸۷)
- لیون فیشتوانگر (۱۸۸۴–۱۹۵۸)

## ک
- فرانتس کافکا (۱۸۸۳–۱۹۲۴)
- ایمانوئل کانت (۱۷۲۴–۱۸۰۴)
- الیاس کانتی (۱۹۰۵–۱۹۹۴)
- گئورگ کایزر (۱۸۷۸–۱۹۴۵)
- یوهانس کپلر (۱۵۷۱–۱۶۳۰)
- آوگوست فن کتسبو (۱۷۶۱–۱۸۱۹)
- رابرت کرفت (۱۸۶۹–۱۹۱۶)
- زیگفرید کراکائر
- کارل کراوس (۱۸۷۴–۱۹۳۶)
- اریش کستنر (۱۸۹۹–۱۹۷۴)
- ماتیاس کلاودیوس (۱۷۴۰–۱۸۱۵)
- هنریش فون کلایست (۱۷۷۷–۱۸۱۱)
- فریدریش گوتلیب کلپشتوک (۱۷۲۴–۱۸۰۳)
- دانیل کلمان (زاده ۱۹۷۵)
- فریدریش کلنر (۱۸۸۵–۱۹۷۰)
- آلکساندر کلوگه (زاده ۱۹۳۲)
- فریدریش ماکسیمیلیان کلینگر (۱۷۵۲–۱۸۳۱)
- هاینتس کنزالیک، در اصل Heinz Günther (۱۹۲۱–۱۹۹۹)
- هیلدگارد کنف (۱۹۲۵–۲۰۰۲)
- ورنر کوخ (۱۹۲۶–۱۹۹۲)
- اسکار کوکوشکا (۱۸۸۶–۱۹۸۰)
- یوهان کونو (۱۶۶۰–۱۷۲۲)
- سارا کیرش (۲۰۱۳_ ۱۹۳۵)

## گ
- اشتفان گئورگه (۱۸۶۸–۱۹۳۳)
- یوهان کریستف گتشد (۱۷۰۰–۱۷۶۶)
- گونتر گراس ( ۲۰۱۵_۱۹۲۷)
- اوسکار ماریا گراف (۱۸۹۴–۱۹۶۷)
- آندریاس گریفیوس (۱۶۱۶–۱۶۶۴)
- یاکوب گریم (۱۷۸۵–۱۸۶۳)
- ویلهلم گریم (۱۷۸۶–۱۸۵۹)
- هانس یاکوب کریستوفل فون گریملس‌هاوزن (۱۶۲۱–۱۶۷۶)
- ژوهان رودولف گلابر (۱۶۰۴–۱۶۷۰)
- کریستیان فورشتگت گلرت (۱۷۱۵–۱۷۶۹)
- ویلهلم گناتسینو (زاده ۱۹۴۳)
- کارل گوتسکف (۱۸۱۱–۱۸۷۸)
- یوهان ولفگانگ فون گوته (۱۷۴۹–۱۸۳۲)

## ل
- الزه لاسکر شولر (۱۸۶۹–۱۹۴۵)
- گوتهولد افرایم لسینگ (۱۷۲۹–۱۷۸۱)
- نیکلاوس لنا (۱۸۰۲–۱۸۵۰)
- یاکوب میشائل راینهلد لنتس (۱۷۵۱–۱۷۹۲)
- زیگفرید لنتس ( ۲۰۱۴-۱۹۲۶)
- مارتین لوتر (۱۴۸۳–۱۵۴۶)
- امیل لودویگ، در اصل Emil Cohn (۱۸۸۱–۱۹۴۸)
- جرج کریستف لیختنبرگ (۱۷۴۲–۱۷۹۹)
- دلتف فون لیلنسرون (۱۸۴۴–۱۹۰۹)

## م
- اریکا مان (۱۹۰۵–۱۹۶۹)
- توماس مان (۱۸۷۵–۱۹۵۵)
- کلاوس مان (۱۹۰۶–۱۹۴۹)
- گولو مان (۱۹۰۹–۱۹۹۴)
- هاینریش مان (۱۸۷۱–۱۹۵۰)
- کارل مای (۱۸۴۲–۱۹۱۲)
- گوستاو مایرینک، در اصل Gustav Meyer (۱۸۶۸–۱۹۳۲)
- پاسکال مرسیه (زاده ۱۹۴۴)
- موسی مندلسون (۱۷۲۹–۱۷۸۶)
- کریستیان مورگنسترن (۱۸۷۱–۱۹۱۴)
- اریش موزام (۱۸۷۸–۱۹۳۴)
- روبرت موزیل (۱۸۸۰–۱۹۴۲)
- ویلهلم مولر (called Griechen-Müller) (۱۷۹۴–۱۸۲۷)
- هاینر مولر (۱۹۲۹–۱۹۹۵)
- هرتا مولر (زاده ۱۹۵۳)

## ن
- یوهان نستروی (۱۸۰۲–۱۸۶۲)
- کریستین نوستلینگر (زاده ۱۹۳۶)
- نووالیس، در اصل Friedrich von Hardenberg (۱۷۷۲–۱۸۰۱)
- آلفرد نویمان (۱۸۹۵–۱۹۵۲)
- فریدریش نیچه (۱۸۴۴–۱۹۰۰)

## و
- یاکوب واسرمان (۱۸۷۳–۱۹۳۴)
- روبرت والزر (۱۸۷۸–۱۹۵۶)
- مارتین والزر (زاده ۱۹۲۷)
- ویلهلم هاینریش واکنردر (۱۷۷۳–۱۷۹۸)
- پتر وایس (۱۹۱۶–۱۹۸۲)
- فرانتس ورفل (۱۸۹۰–۱۹۴۵)
- آرمین وگنر (۱۸۸۶–۱۹۷۸)
- کریستا ولف (۱۹۲۹–۲۰۱۱)
- کارل آگوست ویتفوگل (۱۸۹۶–۱۹۸۸)
- کریستوف ماتین ویلند (۱۷۳۳–۱۸۱۳)
- یوهان یواخیم وینکلمان (۱۷۱۷–۱۷۶۸)

## ه
- تئا فن هاربو (۱۸۸۸–۱۹۵۴)
- آلبرشت فون هالر (۱۷۰۸–۱۷۷۷)
- یوهان گئورگ هامان (۱۷۳۰–۱۷۸۸)
- پیتر هاندکه (زاده ۱۹۴۲)
- گرهارد هاوپتمان (۱۸۶۲–۱۹۴۶)
- مارلن هاوس هوفر (۱۹۲۰–۱۹۷۰)
- رائول هاوسمان (۱۸۸۶–۱۹۷۱)
- ویلهلم هاوف (۱۸۰۲–۱۸۲۷)
- گیولا های (۱۹۰۰–۱۹۷۵)
- اشتفان هایم، در اصل Hellmuth Flieg (۱۹۱۳–۲۰۰۱)
- گئورگ هایم (۱۸۸۷–۱۹۱۲)
- هاینریش هاینه (۱۷۹۷–۱۸۵۶)
- کریستیان فریدریش هبل (۱۸۱۳–۱۸۶۳)
- یوهان پتر هبل (۱۷۶۰–۱۸۲۶)
- تئودور هرتسل (۱۸۶۰–۱۹۰۴)
- یوهان گوتفرید هردر (۱۷۴۴–۱۸۰۳)
- یودیت هرمان (زاده ۱۹۷۰)
- گئورگ هروگ (۱۸۱۷–۱۸۷۵)
- هرمان هسه (۱۸۷۷–۱۹۶۲)
- هوگو فن هفمانستال (۱۸۷۴–۱۹۲۹)
- اولریش فن هوتن (۱۴۸۸–۱۵۲۳)
- ریکاردا هوخ (۱۸۶۴–۱۹۴۷)
- توماس هورلیمان (زاده ۱۹۵۰)
- ارنست هوفمان (۱۷۷۶–۱۸۲۲)
- آوگوست هاینریش هوفمان فن فالرسلبن (۱۷۹۸–۱۸۷۴)
- فریدریش هولدرلین (۱۷۷۰–۱۸۴۳)
- فرانتس هولر (زاده ۱۹۴۳)
- پال هیزه (۱۸۳۰–۱۹۱۴)

## ی
- ارنست یاندل (۱۹۲۵–۲۰۰۰)
- فریدریش هاینریش یاکوبی (۱۷۴۳–۱۸۱۹)
- ژان پل (۱۷۶۳–۱۸۲۵)
- الفریده یلینک (زاده ۱۹۴۶)
- ارنست یونگر (۱۸۹۵–۱۹۹۸)